# Melochia
Melochia  es un género cosmopolita de amplia distribución, generalmente de tierras cálidas, de fanerógamas con unas 171 especies descritas y de estas, solo 45 aceptadas, perteneciente a la familia  Malvaceae. Unas 56 especies han sido reportadas en América, y unas 17 para Venezuela.

## Descripción
Arbustos, subfrútices o generalmente hierbas. Tallo glabrescente, pubescente o tomentoso. Con estípulas lanceoladas. Hojas simples, alternas, oblongo-lanceoladas. Inflorescencias cimosas, axilares o terminales. Flores actinomorfas, hermafroditas hipóginas.

## Taxonomía
El género fue descrito por Carlos Linneo y publicado en Species Plantarum 2: 674 (as 774)–675. 1753. La especie tipo es: Melochia corchorifolia L.

## Especies seleccionadas
- Melochia acutangula
- Melochia adenodes
- Melochia affinis
- Melochia anomala
- Melochia arborea
- Melochia arenosa
- Melochia argentina
- Melochia caracasana Jacq. - bretónica de Nueva Andalucía[4]
- Melochia graminifolia
- Melochia lanceolata
- Melochia manducata
- Melochia nodiflora Sw. - malva colorada de Cuba[4]
- Melochia pyramidata L. - malva común de Cuba[4]
- Melochia tomentosa L. - bretónica de Cumaná[4]